# West-Aziatisch kampioenschap voetbal
Het West-Aziatisch kampioenschap voetbal is een voetbalcompetitie voor landenteam van West-Aziatische landen. Dit toernooi wordt georganiseerd door de West Asian Football Federation (WAFF), een onderbond van de Asian Football Confederation (AFC). Het toernooi wordt om de twee jaar gehouden,

## Mannentoernooien

### Overzicht
| Jaar         | Gastland         | Finale  | Finale              | Finale              | Wedstrijd voor derde plaats | Wedstrijd voor derde plaats | Wedstrijd voor derde plaats |
| Jaar         | Gastland         | Winnaar | Uitslag             | Verliezend finalist | Derde plaats                | Uitslag                     | Vierde plaats               |
| ------------ | ---------------- | ------- | ------------------- | ------------------- | --------------------------- | --------------------------- | --------------------------- |
| 2000 Details | Amman, Jordanië  | Iran    | 1 – 0               | Syrië               | Irak                        | 4 – 1                       | Jordanië                    |
| 2002 Details | Damascus, Syrië  | Irak    | 3 – 2 na extra tijd | Jordanië            | Iran                        | 2 – 2 (4–2) pen             | Syrië                       |
| 2004 Details | Teheran, Iran    | Iran    | 4 – 1               | Syrië               | Jordanië                    | 3 – 1                       | Irak                        |
| 2007 Details | Amman, Jordanië  | Iran    | 2 – 1               | Irak                | Jordanië                    | n/a(1)                      | Syrië                       |
| 2008 Details | Teheran, Iran    | Iran    | 2 – 1               | Jordanië            | Syrië                       | n/a(1)                      | Qatar                       |
| 2010 Details | Amman, Jordanië  | Koeweit | 2 – 1               | Iran                | Irak                        | n/a(1)                      | Jemen                       |
| 2012 Details | Koeweit, Koeweit | Syrië   | 1 – 0               | Irak                | Oman                        | 1 – 0                       | Bahrein                     |
| 2014 Details | Doha, Qatar      | Qatar   | 2 – 0               | Jordanië            | Bahrein                     | 0 – 0 (3–2) pen             | Koeweit                     |
| 2019 Details | Irak             | Bahrein | 1 – 0               | Irak                | n/a(1)                      | n/a(1)                      | n/a(1)                      |

### Aantal titels
| aantal titels | Land    | jaren                  |
| ------------- | ------- | ---------------------- |
| 4 keer        | Iran    | 2000, 2004, 2007, 2008 |
| 1 keer        | Irak    | 2002                   |
| 1 keer        | Koeweit | 2010                   |
| 1 keer        | Syrië   | 2012                   |
| 1 keer        | Qatar   | 2014                   |
| 1 keer        | Bahrein | 2019                   |

### Resultaten
| Team          | 2000 | 2002 | 2004 | 2007 | 2008 | 2010 | 2012 | 2014 | 2019 | Toernooien |
| ------------- | ---- | ---- | ---- | ---- | ---- | ---- | ---- | ---- | ---- | ---------- |
| Bahrein       |      |      |      |      |      | GF   | 4e   | 3e   | 1e   | 3          |
| Iran          | 1e   | 3e   | 1e   | 1e   | 1e   | 2e   | GF   |      |      | 7          |
| Irak          | 3e   | 1e   | 4e   | 2e   |      | 1/2  | 2e   | GF   | 2e   | 7          |
| Jordanië      | 4e   | 2e   | 3e   | 1/2  | 2e   | GF   | GF   | 2e   | GF   | 9          |
| Kazachstan #  | GF   |      |      |      |      |      |      |      |      | 1          |
| Koeweit       |      |      |      |      |      | 1e   | GF   | 4e   | GF   | 4          |
| Kirgizië #    | GF   |      |      |      |      |      |      |      |      | 1          |
| Libanon       | GF   | GF   | GF   | GF   |      |      | GF   | GF   | GF   | 7          |
| Oman          |      |      |      |      | GF   | GF   | 3e   | GF   |      | 4          |
| Palestina     | GF   | GF   | GF   | GF   | GF   | GF   | GF   | GF   | GF   | 8          |
| Qatar         |      |      |      |      | 1/2  |      |      | 1e   |      | 2          |
| Saoedi-Arabië |      |      |      |      |      |      | GF   | GF   | GF   | 3          |
| Syrië         | 2e   | 4e   | 2e   | 1/2  | 1/2  | GF   | 1e   |      | GF   | 8          |
| V.A.E.        |      |      |      |      |      |      |      |      |      | 0          |
| Jemen         |      |      |      |      |      | 1/2  | GF   |      | GF   | 2          |
| Total         | 8    | 6    | 6    | 6    | 6    | 9    | 11   | 9    |      |            |

|     | Legenda        |
| --- | -------------- |
| 1e  | Kampioen       |
| 2e  | Tweede         |
| 3e  | Derde          |
| 4e  | Vierde         |
| 1/2 | Halve finale   |
| GF  | Groepsfase     |
| q   | Gekwalificeerd |
| #   | Uitgenodigd    |
|     | Gastland       |

|     | Legenda        |
| --- | -------------- |
| 1e  | Kampioen       |
| 2e  | Tweede         |
| 3e  | Derde          |
| 4e  | Vierde         |
| 1/2 | Halve finale   |
| GF  | Groepsfase     |
| q   | Gekwalificeerd |
| #   | Uitgenodigd    |
|     | Gastland       |

## Jeugdtoernooien

### Overzicht (onder 16)
In 2005, 2007 en 2009 werd het toernooi gespeeld voor 15 jaar en jonger. Vanaf 2013 is het toernooi voor 16 jaar en jonger. 
| Jaar         | Gastland          | Finale  | Finale  | Finale                       | Wedstrijd voor derde plaats | Wedstrijd voor derde plaats | Wedstrijd voor derde plaats  |
| Jaar         | Gastland          | Winnaar | Uitslag | Verliezend finalist          | Derde plaats                | Uitslag                     | Vierde plaats                |
| ------------ | ----------------- | ------- | ------- | ---------------------------- | --------------------------- | --------------------------- | ---------------------------- |
| 2005 Details | Teheran, Iran     | Iran    | 4 – 1   | Syrië                        | Irak                        | 5 – 0                       | Libanon                      |
| 2007 Details | Aleppo, Syrië     | Syrië   | n/a(1)  | Iran                         | Jordanië                    | n/a(1)                      | Irak                         |
| 2009 Details | Amman, Jordanië   | Iran    | 3 – 2   | Syrië                        | Irak                        | 3 – 1                       | Jordanië                     |
| 2013 Details | Ar-Ram, Palestina | Irak    | n/a(1)  | Verenigde Arabische Emiraten | Jordanië                    | n/a(1)                      | Palestina                    |
| 2015 Details | Amman, Jordanië   | Irak    | n/a(1)  | Irak                         | Saoedi-Arabië               | n/a(1)                      | Verenigde Arabische Emiraten |

### Aantal titels (onder 16)
| Aantal Titels | Land  | Jaar       |
| ------------- | ----- | ---------- |
| 2 keer        | Iran  | 2005, 2009 |
| 2 keer        | Irak  | 2013, 2015 |
| 1 keer        | Syrië | 2007       |

### Overzicht (onder 23)
| Jaar         | Gastland    | Finale  | Finale  | Finale              | Wedstrijd voor derde plaats | Wedstrijd voor derde plaats | Wedstrijd voor derde plaats |
| Jaar         | Gastland    | Winnaar | Uitslag | Verliezend finalist | Derde plaats                | Uitslag                     | Vierde plaats               |
| ------------ | ----------- | ------- | ------- | ------------------- | --------------------------- | --------------------------- | --------------------------- |
| 2015 Details | Doha, Qatar | Iran    | 2 – 1   | Syrië               | Qatar                       | 3 – 0                       | Jemen                       |

### Aantal titels (onder 23)
| Aantal Titels | Land | Jaar |
| ------------- | ---- | ---- |
| 1 keer        | Iran | 2015 |

## Vrouwentoernooien

### Overzicht
| Jaar | Gastland         | Finale                       | Finale          | Finale              | Wedstrijd voor derde plaats | Wedstrijd voor derde plaats | Wedstrijd voor derde plaats |
| Jaar | Gastland         | Winnaar                      | Uitslag         | Verliezend finalist | Derde plaats                | Uitslag                     | Vierde plaats               |
| ---- | ---------------- | ---------------------------- | --------------- | ------------------- | --------------------------- | --------------------------- | --------------------------- |
| 2005 | Amman, Jordanië  | Jordanië                     | n/a(1)          | Iran                | Syrië                       | n/a(1)                      | Bahrein                     |
| 2007 | Beiroet, Libanon | Jordanië                     | n/a(1)          | Iran                | Libanon                     | n/a(1)                      | Syrië                       |
| 2010 | Amman, Jordanië  | Verenigde Arabische Emiraten | 1 – 0           | Jordanië            | Bahrein                     | 3 – 0                       | Palestina                   |
| 2011 | Abu Dhabi, VAE   | Verenigde Arabische Emiraten | 2 – 2 (6–5) pen | Iran                | Bahrein                     | 0 – 0 (–) pen               | Jordanië                    |
| 2014 | Amman, Jordanië  | Jordanië                     | n/a(1)          | Palestina           | Bahrein                     | n/a(1)                      | Qatar                       |

### Aantal titels
| aantal titels | Landen                       | jaar             |
| ------------- | ---------------------------- | ---------------- |
| 3 keer        | Jordanië                     | 2005, 2007, 2014 |
| 2 keer        | Verenigde Arabische Emiraten | 2010, 2011       |